# Ron Simmons
Ronald "Ron" Simmons (Perry, 15 de maio de 1958) é um jogador de futebol americano e lutador de wrestling profissional estadunidense aposentado. Ele lutou na World Championship Wrestling sob seu nome real, e na World Wrestling Federation / World Wrestling Entertainment (WWF/E) sob seu nome real e de Faarooq Asaad (também Asad) e Faarooq (também Farooq). Ele atualmente trabalha para a WWE, sob um contrato de Lendas.
Na WCW, ele foi uma vez Campeão Mundial dos Pesos-Pesados; sendo o primeiro dos dois únicos afro-americanos a ganhar o título. Ele também ganhou uma vez o WCW World Tag Team Championship com Butch Reed e uma vez o WCW United States Tag Team Championship com Big Josh. Na WWF, ele ganhou três vezes o World Tag Team Championship com Bradshaw como parte da Acolytes Protection Agency. Ele foi introduzido ao Hall da Fama da WWE em 2012.
Antes de tornar-se um lutador, Simmons jogou futebol americano como defensive tackle na National Football League (NFL), Canadian Football League (CFL) e United States Football League (USFL) por quatro temporadas durante a década de 80. Ele jogou futebol americano universitário pela Universidade do Estado da Flórida. Simmons jogou profissionalmente pelos Cleveland Browns, Ottawa Rough Riders e Tampa Bay Bandits.

## No wrestling
- Movimentos de finalização
  - Dominator[1] (Inverted front powerslam)[10] – WWF/E
  - Snap scoop powerslam pin[10][11] – NWA/WCW; usado como movimento secundário na WWF/E
  - Thrust spinebuster[1][10][11]

- Movimentos secundários
  - Belly to back suplex[10]
  - Delayed vertical suplex[12]
  - Double powerbomb[1]
  - Elbow smash[12]
  - Forearm club[11]
  - Headbutt drop[11]
  - Tackle aos joelhos do oponente[12]
  - Neckbreaker[10]
  - Running leaping shoulder block[10]
  - Short-arm clothesline ou short-range lariat[12]

- Com Bradshaw
  - Movimentos de finalização em dupla
    - Aided powerbomb[13]

  - Movimentos secundários em dupla
    - Double spinebuster[13]

- Managers
  - Woman[14]
  - Theodore Long[14]
  - Sunny[14]
  - Clarence Mason[14]
  - The Jackyl[14]
  - Jacqueline[14]

- Alcunhas
  - "The All-American"[1]

- Temas de entrada
  - "Don't Step to Ron" por S. Tatum, J. Papa, M. Williams e M. Seitz[15] (WCW)
  - "Damn" por Jim Johnston (WWE)

## Títulos e prêmios
- Championship Wrestling from Florida
  - NWA Florida Heavyweight Championship (1 vez)

- Memphis Championship Wrestling
  - MCW Southern Tag Team Championship (1 vez) - com Bradshaw

- Ohio Valley Wrestling
  - OVW Southern Tag Team Championship (1 vez) - com Bradshaw

- Pro Wrestling Illustrated
  - Lutador Mais Inspirador do Ano (1992)[16]
  - PWI o colocou na #20ª posição dos 500 melhores lutadores individuais em 1992[17]
  - PWI o colocou na #91ª posição das 100 melhores duplas da história com Butch Reed em 2003[18]
  - PWI o colocou na #108ª posição dos 500 melhores lutadores individuais da história em 2003[19]

- World Championship Wrestling
  - WCW World Heavyweight Championship (1 vez)
  - WCW United States Tag Team Championship (1 vez) - com Big Josh
  - WCW World Tag Team Championship (1 vez) - com Butch Reed

- World Wrestling Federation
  - World Tag Team Championship (3 vezes) - com Bradshaw
  - Hall da Fama da WWE (Classe de 2012)